# 加西亞一世 (萊昂)
加西亞一世（西班牙語：García I，約871年—914年）從910年到他去世為莱昂國王，他也是阿方索三世大帝與他的妻子希梅娜（Jimena）的三個兒子中年紀最長的。
加西亞跟隨他的父親參與政事直到909年，在當年加西亞被牽連進一個陰謀當中，陰謀後來被揭發了。隨後阿方索便聲明放棄王位，並把王國分割給他的三個兒子，加西亞沒能分到在當時還是首要地位的阿斯圖里亞斯而是分到了萊昂，奥多尼奥得到加利西亞，弗鲁埃拉則分到了阿斯圖里亞斯。
加西亞的統治包含了在杜羅建設城堡，以及在羅阿、奧斯馬、克魯尼亞和聖埃斯特萬德戈爾馬斯等地方進行移民運動（Repoblación）。在這段期間，卡斯蒂利亞伯爵勞拉的岡薩羅·費爾南德斯在這些行動中增長了他的影響力。
加西亞的妻子莫妮亞多娜，被認為是卡斯蒂利亞伯爵，羅阿的移民運動者姆尼歐·努涅斯（Munio Núñez）的姐妹。在他死於薩莫拉後，他因為沒有子嗣，因此他的領土被奧多尼奧接收了。而他的遺孀被認為改嫁卡斯提爾伯爵費爾南多·安蘇雷斯。